# Hydroptila cornuta
Hydroptila cornuta – chruścik z rodziny Hydroptilidae. Larwy budują małe, bocznie spłaszczone, przenośne domki, zbudowane z przędzy jedwabnej i ziarenek piasku.
Jest to gatunek o rozmieszczeniu północnoeuropejskim, w Polsce spotykany na Pojezierzu Mazurskim i Pomorskim. Gatunek zaliczony do limneksenów.
Imagines poławiane nad jez. Mikołajskim i Śniardwy. W Finlandii larwy licznie poławiane w rzeczkach i potokach, także w jeziorze lobeliowym, choć liczniej w wypływie z jeziora. Sporadycznie imagines spotykane nad jeziorami Łotwy, lecz uważany za gatunek reofilny. W Niemczech występujący w ciekach w strefie rhitralu i potamalu.